# Estońska Konserwatywna Partia Ludowa
Estońska Konserwatywna Partia Ludowa (est. Eesti Konservatiivne Rahvaerakond, EKRE) – estońska partia polityczna określana jako ugrupowanie narodowo-konserwatywne i konserwatywno-społeczne, głosząca hasła antyimigracyjne i eurosceptyczne.

## Historia
W marcu 2012 Estoński Związek Ludowy, który w wyniku wyborów w 2011 znalazł się poza parlamentem, podjął decyzję o przekształceniu się w Estońską Konserwatywną Partię Ludową, tworzoną wspólnie z Estońskim Ruchem Patriotycznym (narodową organizacją powstałą w okresie sporu dotyczącego Brązowego Żołnierza). W 2013 przywództwo w partii objął Mart Helme, były ambasador w Rosji.
Konserwatyści wystartowali po raz pierwszy w wyborach do Parlamentu Europejskiego w Estonii w 2014, uzyskując 4,0% głosów. Partia wystawiła również własną listę w wyborach parlamentarnych w 2015, uzyskując ostatecznie 8,1% głosów i 7 mandatów w Riigikogu XIII kadencji. Wśród nowo wybranych posłów znaleźli się m.in. Mart Helme i jego syn Martin Helme.
W wyborach w 2019 EKRE odnotowała wzrost poparcia, dostała 17,8% głosów, co przełożyło się na 19 miejsc w parlamencie XIV kadencji. Partia dołączyła następnie do koalicji rządowej z Estońską Partią Centrum i ugrupowaniem Isamaa, współtworząc drugi gabinet Jüriego Ratasa. W tym samym roku wynik 12,7% głosów w wyborach europejskich przyniósł partii 1 mandat w Europarlamencie.
W lipcu 2020 Martin Helme zastąpił swojego ojca na funkcji przewodniczącego EKRE. W styczniu 2021, po dymisji Jüriego Ratasa i zmianie rządu, partia znalazła się w opozycji. W 2023 partia otrzymała 16,1% głosów i 17 miejsc w Zgromadzeniu Państwowym. W 2024 EKRE z wynikiem 14,9% głosów utrzymała jednoosobową reprezentację w PE kolejnej kadencji.